# Allahakbarries
Allahakbarries — любительская команда по крикету, основанная писателем и драматургом Джеймсом Барри, которая существовала в Великобритании с 1890 по 1913 годы. Название команды возникло из-за ошибочного перевода арабской фразы «Аллаху Акбар» (араб. ﷲ اكبر‎) как «Небеса помогают нам» (вместо «Аллах велик»).
В команде играло большое количество знаменитостей: Редьярд Киплинг, Герберт Уэллс, Артур Конан Дойл, Пэлем Вудхауз, Гилберт Честертон, Джером К. Джером, Алан Милн, Эрнест Хорнунг, Альфред Мейсон, Генри Ла Танге, сын Альфреда Теннисона, а также другие писатели и поэты Великобритании.
Джеймс Барри в 1890 году опубликовал 40-страничную книгу «Allahakbarries C.C.» об этой команде, а в 1899 году она была переиздана в дополненном и переработанном варианте. В 1950 годы был переиздан вариант книги 1899 года с предисловием Дональда Брэдмена. Эти редкие книги являются коллекционной ценностью.
В 2011 году была опубликована книга «Peter Pan’s First XI: The Extraordinary Story of J. M. Barrie’s Cricket Team», посвящённая этой команде по крикету.